# Goldfields-Esperance régió

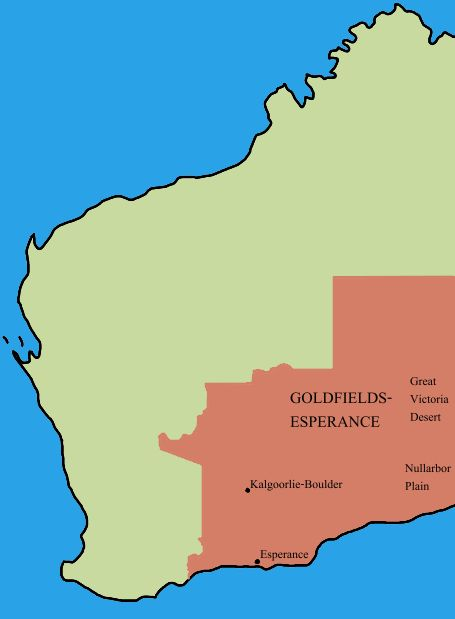
Goldfields-Esperance régió elhelyezkedése Nyugat-Ausztrálián belül

A Goldfields-Esperance régió Nyugat-Ausztrália kilenc régiójának egyike.

## Földrajz
Goldfields-Esperance régió Nyugat-Ausztrália délkeleti sarkában helyezkedik el, és 771 276 km²-es területével az állam legnagyobb régiója. Területe többnyire sík, amely síkságon főleg korai prekambriumi sziklák találhatók, amelyek már jóval a paleozoikum előtt kialakultak. A szélsőséges geológiai stabilitásnak köszönhetően, illetve az eljegesedés teljes hiánya miatt az idők során a korábban jó termőtalaj szikessé vált. Ennek következményeként ez a régió „büszkélkedhet” a legalacsonyabb állománysűrűségi mutatókkal, juhok esetében ez például csupán egyetlen állatot jelent négyzetmérföldenként, kivéve az Esperance környékén található csapadékosabb területeket. E területen nincsenek folyók: bármennyi eső hullik is e vidéken, amit az itt élő növények sűrű szövésű gyökérhálózatukkal nem szívnak fel, sós talajvízzé alakul, amely gyakorta még a kifejlett juh számára is túlságosan sós.
Az éghajlat túlnyomórészt forró és száraz. Az éves csapadékmennyiség mindössze 250  mm, amely azonban igen kiszámíthatatlanul érkezik, kivéve Esperance környékén, ahol a főleg télen hulló csapadék összege éves szinten a 635 mm-t is eléri. A legtöbb esőzés a tavaszi és nyári viharok során fordul elő, illetve az ősszel és telente megjelenő felhősávokból hullik, de időnként a kialakuló ciklonok heves esőzéseket hoznak magukkal. Az éghajlatváltozás elsősorban Kalgoorlie–Eucla–Wiluna–Giles környékén érezteti hatását, ahol a csapadék mennyisége mintegy 40%-kal nőtt 1967 óta, vélhetően a kevesebbszer kialakuló anticiklonoknak köszönhetően, melyek elsősorban Belső-Ausztráliában fejtik ki hatásukat újabban, nem pedig a partvidékkel határos területeken.
A Nagy-ausztrál-öböl partvidékének döntő része a régióhoz tartozik, egészen a dél-ausztrál határig, mely területet Nullarbor-síkságnak neveznek.

## Népesség
A régióban mindössze 59 000 ember él, melynek fele Kalgoorlie-Boulder városában, negyedük Esperance-ban él, míg a többiek elszórtan a vidéken. A régió lakosságának mintegy 10%-a bennszülött ausztrál, amely szám magasabb, mint amúgy az államban.

## Közigazgatás
A régió 9 helyi önkormányzatra (Local Government Area, LGA) oszlik:
City-k:
- Kalgoorlie-Boulder

Shire-ek:
- Coolgardie
- Dundas
- Esperance
- Laverton
- Leonora
- Menzies
- Ngaanyatjarraku
- Ravensthorpe

## Gazdaság
A régió gazdasága elsősorban a bányászatra és a fémiparra épül, főleg az arany- és a nikkelérc bányászata jelentős. A csapadékosabb Esperance környékén a mezőgazdaság a húzóágazat, melyből a gabonatermelés és a halászat emelkedik ki, ugyanakkor a műtrágyák széles körű használata veszélyezteti a vidék változatos növényvilágát.

## Fordítás
Ez a szócikk részben vagy egészben  a   Goldfields-Esperance című angol Wikipédia-szócikk ezen változatának fordításán alapul.  Az eredeti cikk szerkesztőit annak laptörténete sorolja fel. Ez a jelzés csupán a megfogalmazás eredetét és a szerzői jogokat jelzi, nem szolgál a cikkben szereplő információk forrásmegjelöléseként.